# ГЕС Хаякава I
ГЕС Хаякава I (яп. 早川第一発電所, Хаякава даіічі хацуденшьо, Гепберн: Hayakawa Daiichi hatsudensho) — гідроелектростанція в Японії на острові Хонсю. Знаходячись після ГЕС Хаякава III (27,2 МВт), становить нижній ступінь каскаду на річці Хаякава, правій притоці Фудзі, яка на східному узбережжі острова впадає до затоки Суруга (Тихий океан).

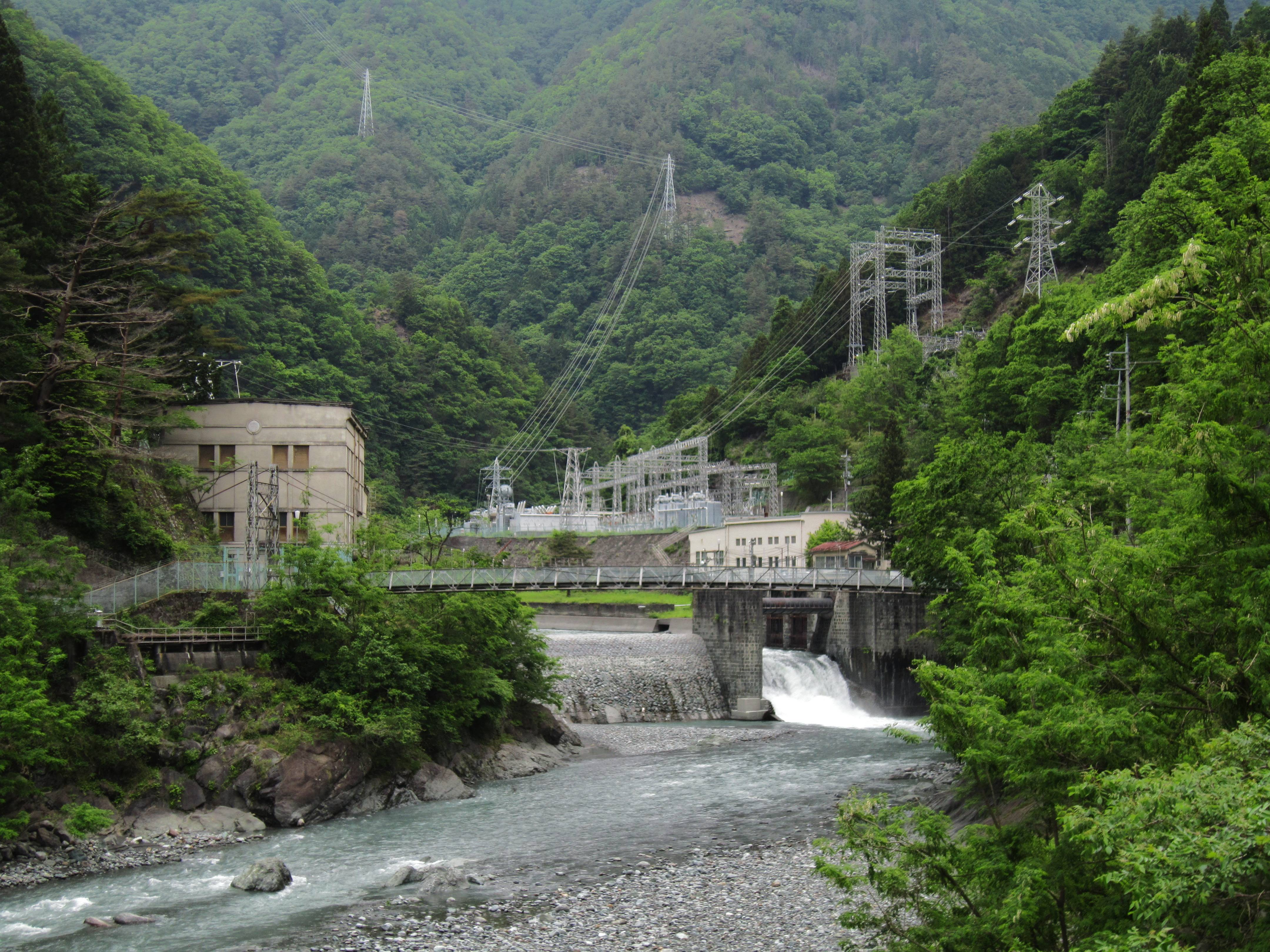
Машинні зали Хаякава ІІІ (праворуч) і Ташірогава І (ліворуч), а також розташований між ними водозабір із Хаякави

Забір ресурсу для роботи станції починається в районі, де на протилежних берегах Хаякави знаходяться машинні зали станцій Хаякава ІІІ та Ташірогава I (17,4 МВт, використовує ресурсі із ряду правих притоків Хаякави). Відпрацьована ними вода, а также захоплений із Хаякави додатковий ресурс подається до прокладених через лівобережний масив двох дериваційних тунелів загальною довжиною 19,4 км з перетином по 3,5х3,5 метра.   Вони подають воду до верхнього балансувального басейну розмірами 150х60 метрів при глибині 13 метрів. Звідси беруть початок п'ять напірних водоводів, чотири з яких мають довжину по 0,4 км зі спадаючим діаметром від 2,5 до 1,2 метра.
На станції встановлено чотири турбіни типу Пелтон та одна турбіна типу Френсіс загальною потужністю 57,6 МВт (номінальна потужність станції рахується як 57,6 МВт). Гідроагрегати використовують напір у 228 метрів.
Відпрацьована вода транспортується до Хаякави по відвідному тунелю довжиною 0,66 км з перетином 2,4х3 метра.